# جک گراندی (بازیکن فوتبال)
جک گراندی (انگلیسی: Jack Grundy؛ زادهٔ ۱ ژانویهٔ ۱۸۷۳) بازیکن فوتبال اهل بریتانیا است.
از باشگاه‌هایی که در آن بازی کرده‌است می‌توان به باشگاه فوتبال بولتون واندررز و باشگاه فوتبال منچستر یونایتد اشاره کرد.